# اچ‌ام‌اس واترویچ (۱۸۹۲)
اچ‌ام‌اس واترویچ (۱۸۹۲) (به انگلیسی: HMS Waterwitch (1892)) یک کشتی بود. این کشتی در سال ۱۸۷۸ ساخته شد.